# Вироиды
Виро́иды (англ. Viroids) — инфекционные агенты, состоящие только из кольцевой РНК.
Они вызывают различные болезни растений, в том числе веретеновидность клубней картофеля, экзокортис цитрусовых и карликовость хризантемы.
По оценкам учёных, более трети вирусных заболеваний растений вызываются вироидами.
Вироиды представляют собой ковалентно замкнутые кольцевые одноцепочечные молекулы РНК (оцРНК) длиной от 246 до 467 нуклеотидов (для сравнения: геном мельчайшего из известных вирусов составляет 2000 нуклеотидов в длину).
В отличие от вирусов, вироиды лишены белковой оболочки (капсида).
Обычно кольцевая РНК вироидов существует в виде палочковидной формы из-за спаривания азотистых оснований внутри цепи, в результате чего образуются двухцепочечные участки с одноцепочечными петлями.
Некоторые вироиды находятся в ядрышке инфицированной клетки, где может присутствовать от 200 до 100 000 копий генома вироида.
Другие вироиды располагаются в хлоропластах.
РНК вироидов не кодирует каких-либо белков, поэтому вироиды не могут реплицироваться сами по себе.
Предполагается, что для этих целей они используют ДНК-зависимую РНК-полимеразу хозяйской клетки — фермент, который обычно используется для синтеза РНК на матрице ДНК.
Однако в инфицированной вироидом клетке этот фермент использует РНК вироида, а не ДНК клетки-хозяина, как матрицу для синтеза РНК.
Эта молекула РНК, комплементарная геному вироида, используется как матрица для синтеза новых РНК вироида.
Растение, заражённое вироидом, может не проявлять никаких симптомов.
Однако тот же самый вироид может вызывать серьёзную болезнь у другого вида растений.
Основы патогенности вироидов ещё не определены, однако известно, что для неё необходимы некоторые участки вироидной РНК.
Некоторые данные свидетельствуют о том, что вироиды вызывают болезнь, активируя механизмы РНК-сайленсинга в эукариотической клетке, которые в норме работают для защиты клетки от вирусов, чей геном представлен двуцепочечной РНК (дцРНК).
При РНК-сайленсинге клетка распознаёт дцРНК и селективно разрушает их.
Вироиды могут вмешиваться в этот процесс, комплементарно связываясь (гибридизуясь) со специфическими молекулами РНК клетки-хозяина.
Образование гибридных дцРНК из РНК вироида и клетки запускает РНК-сайленсинг, направленный на разрушение гибридного комплекса.
В результате разрушается мРНК клетки-хозяина и происходит сайленсинг её определённых генов.
Невозможность экспрессировать важный ген обусловливает болезнь у растения-хозяина.
Впрочем, имеются предположения и о других механизмах действия вироидов на растительные клетки.
Вироиды относятся к числу способных к репликации РНК-содержащих патогенов, которые вызывают различные заболевания у растений и животных.
Помимо вироидов, к таким патогенами относят сателлитные РНК, вироид-подобные растительные сателлитные РНК, а также вирус гепатита дельта человека.

## История

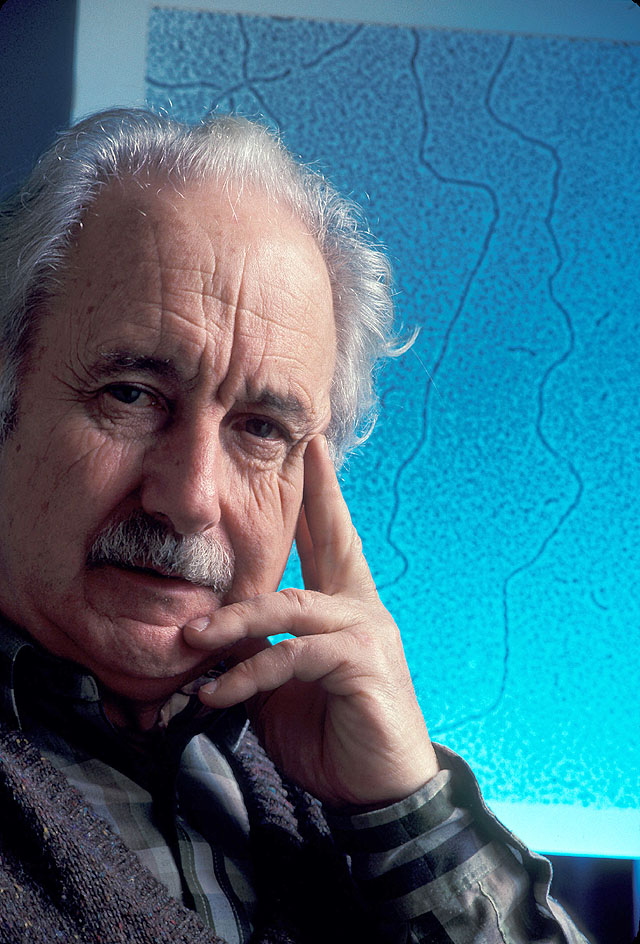
Теодор Динер, первооткрыватель вироидов

В 1920-х годах фермеры Нью-Йорка и Нью-Джерси заметили у картофеля симптомы неизвестного заболевания. Клубни поражённых растений утрачивали привычную форму и становились веретеновидными, из-за чего эта болезнь была названа веретеновидностью клубней картофеля (PSTVd). Симптомы заболевания появлялись у растений, контактировавших с фрагментами заражённых экземпляров, следовательно, болезнь вызывалась агентом, который мог передаваться от одного растения к другому. Однако у поражённых растений не обнаруживалось необычного грибка или бактерии, поэтому был сделан вывод, что болезнь вызывается вирусом. Несмотря на многочисленные попытки изолировать и очистить этот вирус из экстракта веретеновидного картофеля с использованием всё более усложняющихся методов, выделить его так и не удалось.
В 1971 году Теодор О. Динер показал, что этот инфекционный агент был не вирусом, а патогеном совершенно нового типа, размер которого составлял одну восьмидесятую от размера типичного вируса, и предложил для него термин «вироид» (то есть «вирусоподобный»). Параллельно велись и сельскохозяйственные исследования особенностей вироидов, и фундаментальные научные исследования, направленные на изучение их физических, химических и макромолекулярных свойств. В 1976 году Зенгер и коллеги доказали, что патоген, вызывающий веретеновидность клубней картофеля, представляет собой «одноцепочечную, ковалентно замкнутую, кольцевую молекулу РНК, из-за спаривания оснований приобретающую плотную палочковидную структуру». Это было первое описание природы вироидов.
Кольцевая форма и одноцепочечная структура молекулы РНК вироидов была подтверждена электронной микроскопией, а полная последовательность генома вироида веретеновидности клубней картофеля (PSTVd) была определена в 1978 году Хансом Гроссом (нем. Gross) и коллегами. Этот вироид стал первым патогеном эукариот, для которого была определена полная молекулярная структура.

## Классификация
На основании сравнительного анализа последовательностей и наличия центрального консервативного участка в молекуле геномной РНК все известные на данный момент вироиды разделяют на два семейства.
В настоящий момент известно 4 члена группы вироида пятнистости авокадо (ASBVd), также известной как Avsunviroidae или группа А.
У членов этого семейства как плюс-, так и минус-цепи вироидной РНК способны самовырезаться из РНК-мультимеров.
Все остальные вироиды, известные на данный момент, относятся к группе вироида веретеновидности клубней картофеля (PSTVd), также известной как Pospiviroidae или группа В.
РНК этих вироидов имеет консервативный участок и неспособна к самовырезанию.
Основные черты семейств вироидов и охарактеризованных представителей кратко перечислены в таблице ниже.
Помимо нижеперечисленных, выделены и другие вироиды, однако они ожидают признания Международным комитетом по таксономии вирусов (ICTV).
| Семейство                | Характерные свойства                                             | Роды         | Представители                                                                               |
| ------------------------ | ---------------------------------------------------------------- | ------------ | ------------------------------------------------------------------------------------------- |
| Avsunviroidae (группа A) | Самовырезающаяся РНК; самолигирование; репликация в хлоропластах | Avsunviroid  | Вироид пятнистости авокадо (ASBVd)                                                          |
| Avsunviroidae (группа A) | Самовырезающаяся РНК; самолигирование; репликация в хлоропластах | Elaviroid    | Латентный вироид баклажана (ELVd)                                                           |
| Avsunviroidae (группа A) | Самовырезающаяся РНК; самолигирование; репликация в хлоропластах | Pelamoviroid | Вироид латентной мозаичности персика (PLMVd) и вироид хлоротичных пятен хризантемы (CChMVd) |
| Pospiviroidae (группа B) | РНК не способна к самовырезанию; репликация в ядре               | Apscaviroid  | Вироид рубцов на кожице яблок (ASSVd) и 9 других                                            |
| Pospiviroidae (группа B) | РНК не способна к самовырезанию; репликация в ядре               | Cocadviroid  | Вироид каданг-каданга кокосовой пальмы (CCCVd) и 3 других                                   |
| Pospiviroidae (группа B) | РНК не способна к самовырезанию; репликация в ядре               | Coleviroid   | Вироиды колеуса Блюме с 1 по 3 (CbVd-1…3)                                                   |
| Pospiviroidae (группа B) | РНК не способна к самовырезанию; репликация в ядре               | Hostuviroid  | Вироид карликовости хмеля (HSVd) и латентный вироид георгин (DLVd)                          |
| Pospiviroidae (группа B) | РНК не способна к самовырезанию; репликация в ядре               | Pospiviroid  | Вироид веретеновидности картофеля (PSTVd) и 8 других                                        |

Анализ последовательностей показывает, что РНК членов семейства Pospiviroidae имеет 5 доменов: TL (терминальный левый), P (патогенный), C (центральный), V (вариабельный) и TR (терминальный правый).
Границы между этими доменами определяются по резкому изменению в степени гомологии последовательностей у различных вироидов.
Раньше считалось, что эти домены имеют специфичные функции, например, домен Р связан с патогенностью вироида.
Однако впоследствии оказалось, что причины, лежащие в основе патогенности вироидов, более сложны, и проявление симптомов заболевания в настоящее время связывают с различными детерминантами, располагающимися в разных доменах.
Члены этого семейства подразделяются на пять родов главным образом на основании наличия высококонсервативных последовательностей в домене C и отчасти на основании наличия гомологий в последовательностях других доменов.
Таксономический статус группы вироидов не определён.
Согласно последнему выпуску (2015 г.) классификации вирусов (по данным Международного комитета по таксономии вирусов), семейства вироидов рассматриваются в числе семейств вирусов, не относящихся к определённому порядку.
В 2016 году было предложено включить вироиды в состав предложенного царства Acytota, содержащего бесклеточные живые организмы.

## Строение

Структура вироидов двух семейств с указанием доменов

Вироидная РНК проявляет высокую степень спаривания оснований по всей молекуле.
РНК членов Pospiviroidae сворачивается в палочковидную структуру, в которой короткие двуцепочечные участки разделяются небольшими одноцепочечными петлями. Хотя предполагается, что вироид пятнистости авокадо также имеет палочковидную вторичную структуру, два других члена семейства Avsunviroidae — вироид латентной мозаичности персика и вироид хлоротичных пятен хризантемы — имеют более сложные вторичные структуры, в которых от центральной (коровой) части отходят несколько шпилек.
Структура вироидов внутри клетки остаётся невыясненной, и возможно, что вироидные РНК принимают несколько альтернативных конформаций на различных этапах жизненного цикла.
Принято считать, что наиболее распространённая и часто встречаемая форма вироидной РНК условно имеет положительную полярность, а комплементарная ей цепь — отрицательную.
Стандартное определение полярности для РНК, при котором положительную полярность имеет цепь, кодирующая белок, в случае вироидов неприменимо, и принятые значения полярности выбраны произвольно.

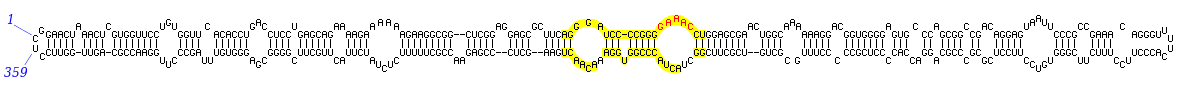
Структура вироида веретеновидности клубней картофеля. Двуцепочечные участки разделяются одноцепочечными петлями

## Жизненный цикл

### Общий план

Симметричная и асимметричная репликация вироидов

Репликация вироидов осуществляется по механизму катящегося кольца, при котором на кольцевой РНК, используемой в качестве матрицы, синтезируются линейные мультимеры. РНК-полимераза клетки-хозяина синтезирует на кольцевой РНК, имеющей положительную полярность, одноцепочечную линейную комплементарную минус-цепь. Поскольку на РНК-матрице нет выраженных сигналов терминации для РНК-полимеразы, транскрипция может идти по кругу в несколько циклов, в результате чего образуется линейная мультимерная РНК.
У Avsunviroidae эти мультимерные РНК далее разрезаются на отдельные мономерные минус-цепи, которые замыкаются в кольцо. Такие кольцевые минус-РНК в дальнейшем служат для аналогичного процесса — синтеза мультимерных линейных плюс-цепей РНК, которые разрезаются на мономеры, замыкающиеся в кольцо. Такой цикл может давать несколько новых дочерних плюс-цепей РНК с исходной плюс-матрицы, поскольку и в первом, и во втором случае матрица транскрибируется больше, чем один раз. Такая репликация называется симметричной, потому что и плюс-, и минус-цепи реплицируются одинаково.
Члены семейства Pospiviroidae реплицируются по схожей схеме, однако у них линейные мультимерные минус-цепи, образующиеся в первом раунде транскрипции, не разрезаются на мономеры, а непосредственно копируются в линейные мультимерные плюс-цепи. Эти плюс-мультимеры далее разрезаются на мономеры, которые замыкаются в кольцо под действием ферментов клетки, давая дочерние кольцевые молекулы положительной полярности. Такая репликация называется асимметричной.
Описанный выше цикл репликации по типу катящегося кольца требует работы трёх ферментов:
1. РНК-зависимой РНК-полимеразы, которая синтезирует мультимерные линейные цепи;
2. РНК-разрезающего фермента (эндорибонуклеазы), которая разрезает мультимерные цепи на линейные мономеры;
3. РНК-лигазы, которая замыкает линейные мономеры в кольцо[16].

### Полимеризация
Считается, что в репликации Pospiviroidae участвует клеточная ДНК-зависимая РНК-полимераза II (RNAPII), поскольку репликация этих вироидов блокируется при низких концентрациях α-аманитина, известного ингибитора этого фермента. Полимеризация у Avsunviroidae требует участия другого фермента, так как она не останавливается под действием высоких концентраций α-аманитина. Непосредственное доказательство участия РНК-полимеразы II в репликации вироидов было получено с помощью метода ко-иммунопреципитации вместе с доменом TL вироида, однако роль каждой из субъединиц РНК-полимеразы II в этом процессе ещё предстоит установить. Возможно, это различие связано с различными клеточными компартментами, в которых локализуются вироиды этих двух групп: вироиды семейства Pospiviroidae находятся в ядре клетки, а Avsunviroidae — в хлоропластах, находящихся в цитоплазме клетки-хозяина. РНК-полимераза хлоропластов похожа на бактериальную РНК-полимеразу в плане устойчивости к α-аманитину, так что, возможно, в хлоропластах вироиды реплицируются, используя РНК-полимеразу хлоропластов.
Клеточные РНК-полимеразы обычно транскрибируют только двуцепочечные ДНК-матрицы в РНК. Непонятно, каким образом вироиды рекрутируют эти РНК-полимеразы и заставляют их использовать свои одноцепочечные РНК-геномы в качестве матрицы для синтеза комплементарной РНК. В 2011 году были определены точки начала репликации и для Avsunviroidae, и для Pospiviroidae, так что, возможно, это поможет установить механизм рекрутирования вироидами РНК-полимераз клетки-хозяина.

### Разрезание

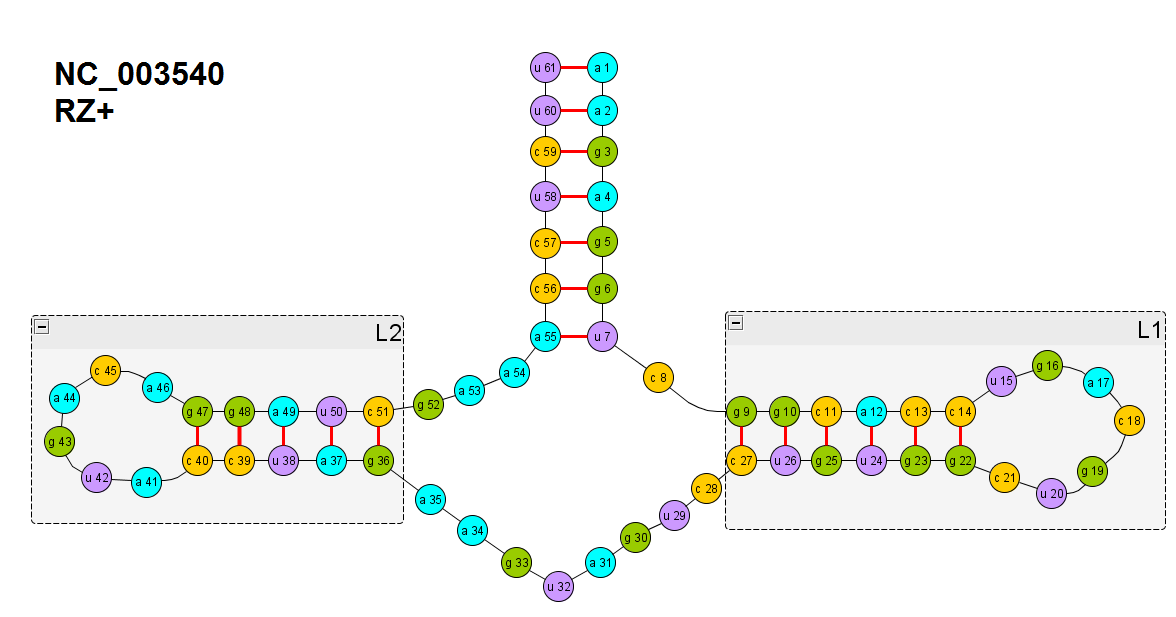
Вторичная структура рибозима типа «головка молотка».

Вироиды семейства Avsunviroidae могут разрезать свои линейные мультимерные РНК на линейные мономеры in vitro в отсутствие белков. Такое разрезание молекулой РНК самой себя называется саморазрезанием, а молекулы РНК, способные к саморазрезанию, называются рибозимами, так как они способны проявлять ферментативную активность в отсутствие белков.

Реакция саморазрезания

Саморазрезание у РНК Avsunviroidae осуществляется при помощи структуры «головка молотка» (названной так за внешнее сходство), которая заставляет разрыв произойти в специфической фосфодиэфирной связи, связывающей нуклеотиды РНК. Другие саморазрезающие структуры РНК были определены также у сателлитных вироид-подобных РНК (шпильки) и вируса гепатита D (дельта-структура). Все эти структуры осуществляют разрыв за счёт спаривания с основаниями в других участках молекулы РНК. Показано, что эти структуры способны образовывать мономеры из мультимеров как in vitro, так и in vivo. Саморазрезание происходит посредством нуклеофильной атаки, осуществляемой 2'-гидроксилом нуклеотида, расположенного в месте разрыва. В результате по одну сторону разрыва образуется 2',3'-циклический фосфат, а по другую — свободный 5'-гидроксил.
Неизвестно, как разрезаются на мономеры мультимерные плюс-цепи Pospiviroidae: у них не было обнаружено способности к саморазрезанию. Было высказано предположение, что для этой цели могут использоваться клеточные ферменты. В частности, предполагается, что мультимер может разрезаться на плюс-мономеры РНКазой III. В 2015 году было показано влияние Dicer-подобного белка 4 (DCL4), известного растительного белка с активностью РНКазы III, на накопление вируса веретеновидности клубней картофеля у табака Nicotiana benthamiana.

### Лигирование
Лигирование у вироида латентной мозаичности персика (член семейства Avsunviroidae, локализуется в хлоропластах) может происходить без участия белков клетки-хозяина. Было показано, что линейные мономеры, образующиеся при саморазрезании мультимерных молекул посредством структуры «головка молотка», способны к самолигированию in vitro, образуя 3'→5'-фосфодиэфирные связи. По этой причине предполагается, что для репликации вироидам семейства Avsunviroidae необходима лишь РНК-полимераза клетки-хозяина, так как они способны к саморазрезанию и самолигированию без помощи белков.
Напротив, вироидам Pospiviroidae необходимы ферменты клетки-хозяина для осуществления всех этапов жизненного цикла: полимеризации, разрезания и лигирования. Показано, что РНК-лигаза проростков пшеницы, участвующая в сплайсинге интронов тРНК, может замыкать в кольцо линейные мономеры вироида веретеновидности клубней картофеля. Этот фермент, который образует 3'→5'-фосфодиэфирные связи, локализован в ядре, из-за чего представляется логичным кандидатом на роль фермента, осуществляющего лигирование РНК Pospiviroidae. Впрочем, выяснилось, что и одна РНКаза способна замыкать в кольцо мономеры этого вироида в условиях in vitro. Другим возможным кандидатом на роль лигирующего фермента в жизненном цикле вироидов является ДНК-лигаза 1; возможно, в этом случае снова имеет место переключение фермента, работающего с ДНК, на РНК.

## Патогенность

### Пути заражения и симптомы
Наиболее вероятным способом передачи вироидов является передача через механические повреждения. Такой механизм передачи широко распространён среди патогенов растений. Инфекционный агент попадает в незаражённое растение при непосредственном контакте с заражённым, при использовании заражённых садовых инструментов, через семена, пыльцу или через насекомых-переносчиков (тлей или шмелей, однако такой способ передачи представляется сомнительным). Предполагается также возможность передачи вироида веретеновидности клубней картофеля вместе с вирусом скручивания листьев картофеля (род Polerovirus семейства Luteoviridae). В этом случае вироид может заключаться в вирусный капсид, так что образуется вирусная частица, содержащая внутри вироид. Это значительно облегчает распространение вироида и усложняет контроль его распространения.
Попав в новое растение, вироиды приступают к репликации и размножению, перемещаясь в другие клетки посредством межклеточных мостиков (плазмодесм). При вироидных инфекциях наблюдаются разнообразные симптомы, которые могут затрагивать как всё растение в целом, так и отдельные органы: листья, плоды, цветки, корни, органы запасания. К числу таких симптомов можно отнести обесцвечивание листьев, карликовость, появление оранжевых пятен, усиленное образование плодов, из которых лишь немногие созревают, и др. На степень выраженности симптомов влияют последовательность и строение геномной РНК вироидов, состояние растения-хозяина и условия окружающей среды. Хозяевами могут быть травянистые и древесные растения, овощные и декоративные культурные растения. Некоторые растения могут служить бессимптомными носителями вироидов. Например, вироид веретеновидности клубней картофеля встречается в основном в декоративных растениях семейств Паслёновые (Solanaceae), Норичниковые (Scrophulariaceae) и Астровые (Asteraceae), у которых не вызывает каких-либо симптомов, однако у помидоров и картофеля он вызывает серьёзное заболевание. Возможно, что адаптация вироида к бессимптомным хозяевам вызвала малые изменения в его последовательности или структуре, что значительно увеличило степень выраженности симптомов.

### Основы патогенности

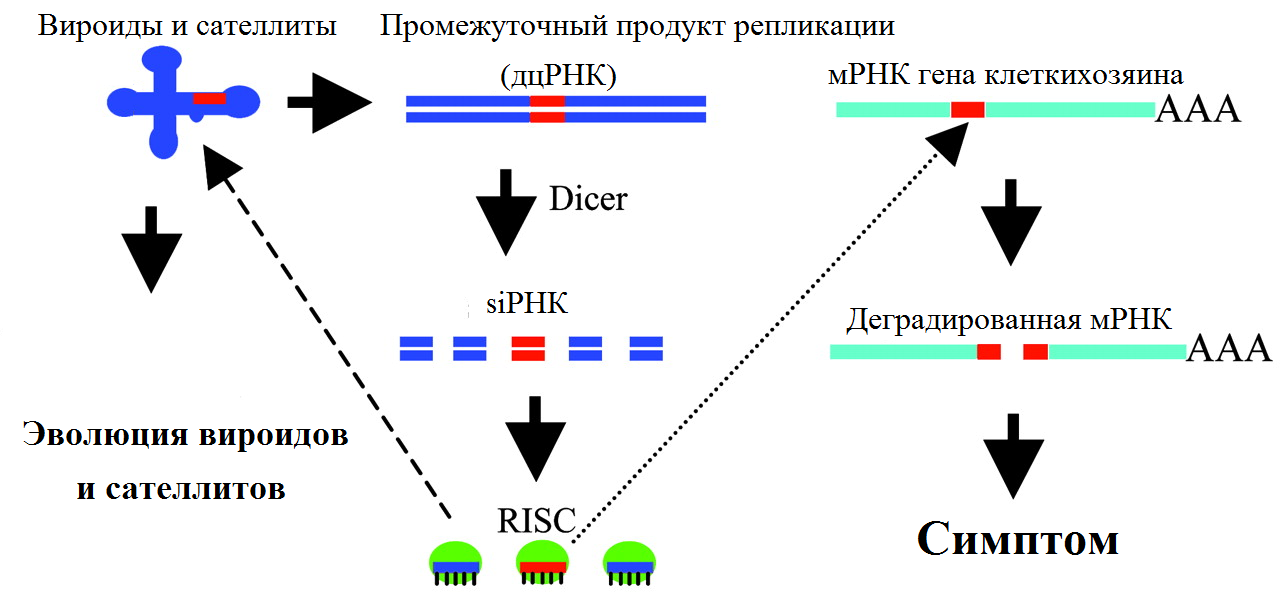
Один из предполагаемых механизмов, лежащих в основе патогенности вироидов (через РНК-интерференцию)

Несмотря на крайнюю простоту строения, вызываемые вироидами болезни растений столь же разнообразны, как вызываемые вирусами растений. Так как вироиды не кодируют белков, их действие на растение должно быть следствием непосредственного взаимодействия вироидной РНК и содержимого клетки-хозяина. Анализ молекулярных химер, сконструированных из вироидов семейства Pospiviroidae с различной выраженностью патогенности, показал, что выраженность симптомов заболеваний зависит от сложных взаимодействий, в которых участвуют три из пяти доменов вироидной РНК. Изменения последовательности нуклеотидов в домене патогенности (P) может изменить инфективность вироида и степень выраженности симптомов. Например, некоторые мутации, усиливающие спаривание оснований в этом домене, снижают степень проявления симптомов.
Молекулярный механизм, с помощью которого вироиды вызывают заболевания у растений, остаётся невыясненным. Было высказано предположение, что первыми мишенями вироида являются и нуклеиновые кислоты, и белки клетки-хозяина. Геномы некоторых вироидов содержат участки, комплементарные некоторым клеточным РНК. В связи с этим предполагается, что заболевание начинается из-за ингибирования функций этих клеточных РНК или их разрезания, направляемого вироидной РНК (например, транс-разрезания структурой «головка молотка»). Например, последовательность части РНК вироида веретеновидности клубней картофеля имеет сходства с последовательностью РНК U1 млекопитающих (эта РНК участвует в сплайсинге), а некоторые вироиды могут комплементарно спариваться с 7S рРНК. Однако сложно объяснить, как изменение нескольких нуклеотидов может превратить высокопатогенный вироид в слабый, так как эти изменения обычно не располагаются в тех участках, которые, как предполагаются, гибридизуются с клеточными РНК.
Патогенность вироидов может также быть результатом мимикрии на молекулярном уровне. Из-за особенностей структуры или последовательности нуклеотидов вироидная РНК может замещать собой некоторые клеточные РНК. Так, были обнаружены гомологии между вироидом веретеновидности клубней картофеля и интронами I группы, а также РНК U3B, участвующими в сплайсинге РНК. Поэтому вироидные РНК могут мешать прохождению сплайсинга, замещая функциональные клеточные РНК в сплайсирующих комплексах.
В вироидном патогенезе также может быть задействована РНК-интерференция. Растения используют механизмы РНК-сайленсинга для защиты от вирусных инфекций. Ферменты клетки могут распознавать чужеродные двуцепочечные РНК или одноцепочечные РНК с развитой пространственной структурой и разрезать их на малые интерферирующие РНК (siРНК) длиной 21—26 нуклеотидов. В заражённых растениях были выявлены малые РНК, идентичные участкам вироидной РНК, и показано, что эти siРНК образовались в результате работы ферментов клетки после проникновения вируса. Развитие симптомов вироидной инфекции может быть обусловлено активацией или отрицательной регуляцией клеточных генов-мишеней под действием siРНК, однако к настоящему моменту не было идентифицировано специфических генов-мишеней.
С другой стороны, возможно, существуют белки клетки-хозяина, которые распознают и взаимодействуют с различными вироидными структурами. Двуцепочечная РНК-зависимая протеинкиназа (PKR) млекопитающих активируется вироидом веретеновидности клубней картофеля, а её вторичная структура напоминает таковую двуцепочечной РНК. Была показана связь между уровнем активации этого фермента и степенью выраженности симптомов заболевания у растения. Активированная PKR фосфорилирует альфа-субъединицу эукариотического фактора инициации синтеза белка (eIF2), в результате чего происходит ингибирование синтеза белка в клетке. Активация растительного гомолога PKR может запускать вироидный патогенез, поскольку в клетках млекопитающих активность PKR индуцируется интерферонами и активируется двуцепочечной РНК.
Развитие вироидной инфекции может зависеть и от других белков клетки-хозяина. Взаимодействие белков клетки с вироидами чрезвычайно сложно, потому что высокая частота мутаций вироидов может оказывать значительное действие на их геномную последовательность и/или структуру. В 2003 году был открыт бромодомен-содержащий белок массой 65 кДа (VIRP1/BRP1), имеющий РНК-связывающий домен и предполагаемый сигнал ядерной локализации (NLS). Этот белок может взаимодействовать с доменом TR вироида веретеновидности клубней картофеля (PSTVd) и в меньшей степени — вироида карликовости хмеля (HSVd). Показано, что у растений табака N. benthamiana и N. tabacum, у которых была подавлена экспрессия VIRP1, от PSTVd и вироида экзокортиса цитрусовых (CEVd) инфекция не развивалась. Эти данные, а также ядерная локализация белка свидетельствуют о его возможной роли в доставке вироида в ядро. Другим интересным примером взаимодействия вироида с белками клетки-хозяина является взаимодействие с очень многочисленным флоэмным белком, содержащим РНК-связывающий домен — РР2, лектин массой 49 кДа. Этот белок взаимодействует с различными молекулами РНК, в том числе HSVd (как in vitro, так и in vivo); предполагается, что он участвует в перемещении вироидов на дальние расстояния. Недавно открытый высокоструктурированный белок массой 30 кДа, Nt-4/1, может влиять на накопление и перемещение PSTVd. Непосредственное взаимодействие вироидов с такими белками, как гистоны, TFIIA и eIF1A, вовлекает вироиды в регуляцию хроматина, транскрипции и трансляции белков клетки-хозяина.
В 2016 году было показано, что вироид карликовости хмеля (HSVd) вызывает деметилирование генов рРНК в клетках листьев огурца, вызывая усиленное образование рРНК. Симптомы проявляются не только в строении спорофита, но и у гаметофита.
В таблице ниже кратко перечислены имеющиеся данные о взаимодействии вироидов с белками клетки-хозяина.
| Вироид                | Белок                                                                          | Функция белка у растения                                                                              | Предполагаемая функция белка у вироида                                                                           |
| --------------------- | ------------------------------------------------------------------------------ | --- | --- |
| PSTVd (Pospiviroidae) | VIRP1/BRP1 RNAPII ДНК-лигаза I eEIF1A TFIIA L5 Nt-4/1 Гистоны                  | ? Транскрипция Лигирование ДНК Трансляция Транскрипция Трансляция ? Упаковка ДНК в нуклеосомы         | Ядерный импорт и/или системная инфекция Репликация Лигирование РНК ? Участие в системном перемещении ?           |
| CEVd (Pospiviroidae)  | eEIF1A RNAPII VIRP1/BRP1                                                       | Трансляция Транскрипция ?                                                                             | ? Репликация Ядерный транспорт и/или системная инфекция                                                          |
| HSVd (Pospiviroidae)  | CsPP2 VIRP1/BRP1                                                               | Перемещение белков по флоэме ?                                                                        | Перемещение на дальние расстояния Ядерный транспорт и/или системная инфекция                                     |
| PMLVd (Avsunviroidae) | eEIF1A β-1,3-глюканаза Аминометилтрансфераза Предполагаемый шаперон Динамин L5 | Трансляция Структура клеточной стенки Фермент ? Эндоцитоз Трансляция                                  | ? |
| ASBVd (Avsunviroidae) | Флоэмный лектин PP2 PARBP33 тРНК-лигаза CmmLec17                               | Перемещение белков по флоэме Транскрипция в хлоропластах Процессинг тРНК Перемещение белков по флоэме | Перемещение на дальние расстояния Облегчение саморазрезания Замыкание в кольцо Перемещение на дальние расстояния |

### Кросс-защита
Явление кросс-защиты имеет место между различными штаммами одного вироида или вироидами с очень близкими геномными последовательностями. Растение, инфицированное одним вироидом, не даёт возможность реплицироваться и вызывать заболевание другому вироиду. Это напоминает вирусную интерференцию, при которой присутствие в клетке одного вируса подавляет репликацию другого вируса. Механизм кросс-защиты у вироидов неизвестен. Согласно одной из гипотез, для репликации, транспорта из клетки в клетку и накопления необходим ограниченный фактор хозяйской клетки. Различное сродство вироидных РНК к этому вироиду может определять, какой из вироидов, одновременно попавших в клетку, будет преобладать; кроме того, взаимодействие вироидной РНК с этим фактором может определять его патогенность.

### Диагностика
Первым методом, который использовался для быстрой (в течение двух-трёх дней) идентификации растений, заражённых вироидами, был полиакриламидный гель-электрофорез (PAGE). Поскольку это — единственный диагностический метод, для работы которого нет необходимости знать последовательность генома вироида, PAGE в денатурирующих условиях и сейчас служит основным методом идентификации новых вироидов. С начала 1980-х годов для рутинной идентификации стал активно применяться метод гибридизационных точечных блотов, который постепенно вытеснил PAGE. Приблизительно через 10 лет для работы с вироидами стала применяться полимеразная цепная реакция с обратной транскрипцией.

## Некоторые вироид-подобные агенты

### Вироид-подобные сателлитные РНК растений
Растительные сателлитные РНК — это небольшие одноцепочечные РНК, репликация и заключение в капсид которых зависит от вспомогательного вируса, с которым, однако, они не имеют или практически не имеют сходства последовательностей. Более того, сателлитные РНК не необходимы для репликации вспомогательного вируса, и большинство из них не кодируют каких-либо белков. Сателлитные РНК могут иметь линейную или кольцевую форму. Подобно вироидам, в структуре сателлитных РНК велико спаривание оснований. В отличие от вироидов, они имеют капсид и потому могут более эффективно передаваться от растения к растению. Более того, подобно Avsunviroidae, все вироид-подобные кольцевые растительные сателлитные РНК имеют структуры типа шпилек и головки молотка, которые катализируют разрезание мультимерных РНК на мономеры в ходе репликации по типу катящегося кольца.
Ряд РНК-содержащих вирусов растений поддерживает репликацию сателлитных РНК, предположительно, давая собственную РНК-зависимую РНК-полимеразу для репликации сателлитных РНК и капсидные белки для формирования капсида сателлитных РНК. Присутствие сателлитных РНК может оказывать влияние на репликацию соответствующего вспомогательного вируса и модулировать симптомы вызываемого им заболевания. Судя по имеющимся сходствам, вироиды и вироид-подобные сателлитные РНК произошли от общего предка.

### Вирус гепатита дельта
Вирус гепатита дельта (HDV) — уникальный патоген человека, который имеет ряд общих черт с вироидами и вироид-подобными сателлитными РНК растений. Было высказано предположение, что HDV произошёл от примитивной вироид-подобной РНК через захват клеточного транскрипта. Этот патоген, передающийся с кровью, реплицируется в печени и часто вызывает скоротечный гепатит у приматов и других млекопитающих. Вирус гепатита дельта также может быть связан с развитием рака печени. Он обнаруживается только в присутствии вируса гепатита B и использует белок оболочки вируса гепатита B (S-антиген) для упаковки своего генома, представленного РНК. Поскольку вирусу гепатита дельта необходим вирусный белок для упаковки, он считается РНК-сателлитом вируса гепатита B. По всему миру этим патогеном заражено более чем 15 млн людей, поэтому гепатит, вызываемый вирусом гепатита дельта, представляет собой серьёзную проблему для здравоохранения.

### Ретрозимы
Ретрозимы — группа малых неавтономных ретротранспозонов, распространённых в геномах растений и содержащих рибозим типа «головка молотка». Ретрозим представляет собой самовырезающуюся молекулу РНК, содержащую две длинные концевые области повторов длиной около 300 п. о., в каждой из которых находится рибозим типа «головка молотка». Именно они отвечают за способность к самовырезанию, опосредуя вырезание молекулы РНК длиной от 600 до 1000 п. о., которая не кодирует белков. Ретрозимы активно транскрибируются, давая начало разнообразным линейным и кольцевым молекулам РНК, которые накапливаются по-разному в разных тканях растения и на разных стадиях развития. Последовательности ретрозимов чрезвычайно вариабельны и не проявляют никакой гомологии, кроме наличия рибозимов и концевых повторов, присущих всем ретротранспозонам. Ретрозимы дают начало РНК различной полярности, что подтверждает наличие у них репликации РНК по типу катящегося кольца, такой как у вироидов. Функции ретрозимов в растительных геномах неизвестны.

## Вироиды и гипотеза мира РНК
В 1989 году Динер предположил, что уникальные свойства вироидов делают их более похожими на «живые ископаемые» из гипотетического доклеточного РНК-мира, чем интроны или другие РНК.
В таком случае вироиды, помимо вирусологии растений, имеют значение ещё и для эволюционной биологии, поскольку их свойства делают их более похожими, по сравнению с другими современными РНК, на те РНК, которые были ключевым этапом в переходе от неживой материи к живой (абиогенез). Эти свойства вироидов таковы:
1. Вироиды очень малы, что облегчает репликацию;
2. РНК вироидов имеет большое содержание гуанина (G) и цитозина (С), что увеличивает их стабильность и точность репликации;
3. Кольцевая структура, что позволяет репликации проходить полностью в отсутствие последовательностей-меток;
4. Существование периодичности в структуре, что допускает их сборку в качестве модульных единиц в более крупные геномы;
5. Вироиды не кодируют белки, что делает возможным их существование в среде без рибосом;
6. У некоторых вироидов в репликации участвуют рибозимы — характерные элементы РНК-мира.

Гипотеза Динера была забыта вплоть до 2014 года, когда Флорес и коллеги в своём обзоре опубликовали перечисленные выше доказательства этой гипотезы.

## Значение
Вызывая заболевания экономически важных культурных и декоративных растений, вироиды оказывают большое влияние на мировое сельское хозяйство. К настоящему моменту вироидные заболевания распространены на всех континентах, на которых имеют различное значение в зависимости от растения-хозяина и местных фитосанитарных мер. В 2014 году Европейско-средиземноморская организация по защите растений включила в список патогенов растений, требующих объявления карантина, три вида вироидов из семейства Pospiviroidae: вироид каданг-каданга кокосовой пальмы, вироид карликовости хризантемы и вироид веретеновидности клубней картофеля. Ещё один вид, вироид апикальной карликовости помидоров, попал в список патогенов, вызывающих серьёзные опасения.
В настоящее время вироиды используются для изучения эволюционных связей между РНК- и ДНК-геномами. Они также являются идеальными биологическими молекулами для изучения связей структуры и функций молекул РНК. Вироид карликовости хризантемы может использоваться для моделирования вироидных заболеваний с целью их изучения и разработки методов борьбы. Его можно быстро и легко ввести в клетки листа хризантемы с помощью агробактерий. В качестве модельной экспериментальной системы для вироидов семейства Pospiviroidae обычно используется вироид веретеновидности клубней картофеля, а для изучения вироидов семейства Avsunviroidae, возможно, больше всего подходит бессимптомный латентный вироид баклажана.